# Agrilus biscrensis
Agrilus biscrensis es una especie de insecto del género Agrilus, familia Buprestidae, orden Coleoptera.
Fue descrita científicamente por Pic, 1918.